# Maella
Maella – gmina w Hiszpanii, w prowincji Saragossa, w Aragonii, o powierzchni 174,88 km². W 2011 roku gmina liczyła 1986 mieszkańców.